# リーゼロッテと魔女の森
『リーゼロッテと魔女の森』（リーゼロッテとまじょのもり）は、高屋奈月による日本の少女漫画作品。2011年12号から『花とゆめ』（白泉社）にて掲載され、現在は作者病気療養およびフルーツバスケットanother執筆のため休載中。略称は「リゼ魔女」。

## ストーリー
エアステス国ゼクスン領の、東の東の東の果ての辺境の地―ハイル村で双子の兄妹―アルトとアンナにかしずかれて暮らす、元令嬢―リーゼ（リーゼロッテ・ベーレンク）が魔女の森の側で畑を耕していると、黒いベールに顔を隠した女―ヒルデが現れた。怪しく迫るヒルデから助けてくれたのは、懐かしい面影を持つ謎の男―エン（淵月）だった。

## 登場人物
リーゼ / リーゼロッテ・ベーレンク
エアステス国ゼクスン領の領主一族ベーレンク家の令嬢である主人公。前者はあだ名で後者は本名。お嬢様であるが男性のような口調で話す活発な少女。家事はあまり得意でなく、料理や裁縫に手を出そうとしてはアルトやアンナに止められている。現当主であるリヒャルトへの謀反の罪で、領内の東の東の東の果てにあるハイル村の外れに追放されている。リヒャルトとエンリッヒだけが呼ぶ愛称はリズ。リヒャルトとは兄妹と言われているが、実は乳児期に先代当主が突然連れ帰って来て『娘だ』と主張した不明瞭な出生で、屋敷内では疎外されて育つ。4歳で父を亡くして以降は、2年前までリヒャルトと以前の世話係のエンリッヒに慈しまれて過ごすが突如襲撃を受け、辛くも生き延びたもののリヒャルトに謀反の罪による処刑と追放の選択を迫られる羽目に。
アルト
双子の妹のアンナと、リーゼの世話係を務める少年。天然で何かと抜けた発言の多いリーゼへのツッコミ担当で、怖がりのツンデレ。
アンナ
アルトとリーゼの世話係（主に家事・炊事）を務める少女。おかっぱ頭の愛らしい容姿に反し、毒舌家。
エン / 淵月
白髪赤眼の謎の男。前者はあだ名で後者は本名。エンリッヒによく似ており、魔女にからかわれていたリーゼを助けた事で、リーゼ達と住むようになる。実はかつて命を落としたエンリッヒが、大魔女のヴァーテリンデに魂を抜き取られて、アイヒェの木で作られた人形に移された姿。しかし再び現れた刺客のヴィルヘルからリーゼを守って負った深手を癒やす代償に、アイヒェの木の精霊にエンリッヒ時代の記憶を獲られてしまい、ぼんやりした性格からドライな皮肉屋に一変してしまう。
嘉（よみ）
ヴァーテリンデの使い魔。淵月に続いてリーゼ達の家に現れ、そのままあれこれイチャモンを付けて住み着いてしまう。どうやら、作られたばかりの淵月の見守り役として付いて来ていた模様。口が悪く生意気だが、語尾に「です」をつけて話す。狼のような尖った耳と長い尻尾を持つ幼児姿などから、リーゼやアンナにはマスコット扱いされている。本人曰く、肉食系で鳥が大好物。
ヒルデ
物語最初にリーゼを脅かした魔女。一見すると長いストレートの黒髪をした女性だが、100年程前に魔女の森の大魔女の1人―ヴォークリンデと契約し、魔女になった元人間。当初はヴェルグに命令されて怖い魔女を演じていた。木を多少操れるが泣き虫で、いつもヴェルグに怒鳴られてはオドオドしている。重傷の淵月をリーゼ達の家に運んでから、そのまま滞在するようになる。フリル趣味で、手芸が得意。
ミルテ
ヒルデの使い魔。肩まで緩く波打つ髪に、白猫の耳と尻尾を持つ少女の姿をしている。主同様に小心者で泣き虫。
ヴェルグ
魔女の森の魔女。口汚く罵る程に人間を蔑み、森に近付かれるのを極端に嫌がって、リーゼ達の事もカブを頭にした傀儡で脅かしては追い払おうとする。
ヴァーテリンデ
謎の大魔女。淵月を傀儡として蘇らせ、嘉や翠（すい）など多くの使い魔を従えているが気まぐれで、その真意は愚か居場所さえも知れない。ヒルデやヴェルグによれば、故人だとされている。
エンリッヒ
リーゼの追放以前の屋敷で、世話係や話し相手をしていた白髪碧眼の少年。リーゼにとっては、リヒャルトと並ぶ大切な存在。2年前、突然屋敷が襲撃された際、その見事な剣の腕で刺客からリーゼを守り逃すが、重傷を負ったまま行方不明になる。
リヒャルト・ベーレンク
ベーレンク家の現当主である、リーゼの兄。かなりの美形。父に託されたリーゼを大切に慈しむが、2年前に突然豹変し、リーゼが謀反を企てたとして追放する。
ヴィルヘル
2年前、リーゼが住んでいた屋敷を突然襲撃した刺客。リヒャルトの為にリーゼを邪魔だとする者の依頼でリーゼを狙っており、ハイル村の側にある魔女の森で、再びリーゼを襲う。短髪で、眼帯の下の右目には2年前、エンリッヒに反撃された傷が残る。

## 書誌情報
- 高屋奈月『リーゼロッテと魔女の森』白泉社〈花とゆめコミックス〉

1. 2012年04月20日発売、ISBN 978-4592194613
2. 2012年04月20日発売、ISBN 9784592194620
3. 2012年11月20日発売、ISBN 978-4592194637
4. 2013年5月20日発売、ISBN 978-4592194644
5. 2013年11月20日発売、ISBN 978-4592194651